# 洛馬德卡弗雷拉
洛馬德卡弗雷拉（西班牙語：Loma de Cabrera），是多明尼加共和國的城鎮，位於該國西北部，由達哈翁省負責管轄，面積238.51平方公里，2012年人口20,665，人口密度每平方公里87人。